# Romée de Villeneuve
Pour les autres membres de la famille, voir Famille de Villeneuve (Provence).
Romée, Romieu de Villeneuve, baron de Vence (en catalan Romeu de Vilanova), né vers 1170 et mort vers 1250, est un connétable et grand sénéchal de Provence.

## Biographie
Orienté vers les ordres, ayant reçu les ordres mineurs, il est chanoine de Fréjus entre 1216 et 1227.
Raimond Bérenger IV de Provence  le prend auprès de lui, le nomme aux fonctions de juge supérieur du comté de Provence (avec le titre de juge de Provence à partir de 1227), puis bailli de Provence en 1234. 
Il prit Nice qui s'était révoltée contre le comte de Provence Raimond Bérenger, puis devint le principal ministre de ce prince. Il contribua beaucoup à l'éclat de son règne tant par ses expéditions maritimes que par ses actes politiques.
Après la fuite du Ier consul de Nice, le 9 novembre 1229, Raimond Bérenger V nomme Romée de Villeneuve, qui avait obtenu la soumission de Nice, gouverneur de Nice et de Grasse et seigneur de Villeneuve-Loubet et de Vence, avec le titre de baron. Le 7 février 1230, Romée de Villeneuve donne son hommage lige à Raimond Béranger V.
En 1230, il fait fortifier le château de Nice qui n'était alors qu'un donjon.
En 1231, il fonde Villeneuve et fait ériger un château, l'actuel château de Villeneuve-Loubet.
En 1241, il est envoyé à Rome en qualité d’ambassadeur extraordinaire, à la tête d’une nombreuse flotte qui doit y conduire les cardinaux et prélats convoqués par le pape Grégoire IX en vue d'un concile.

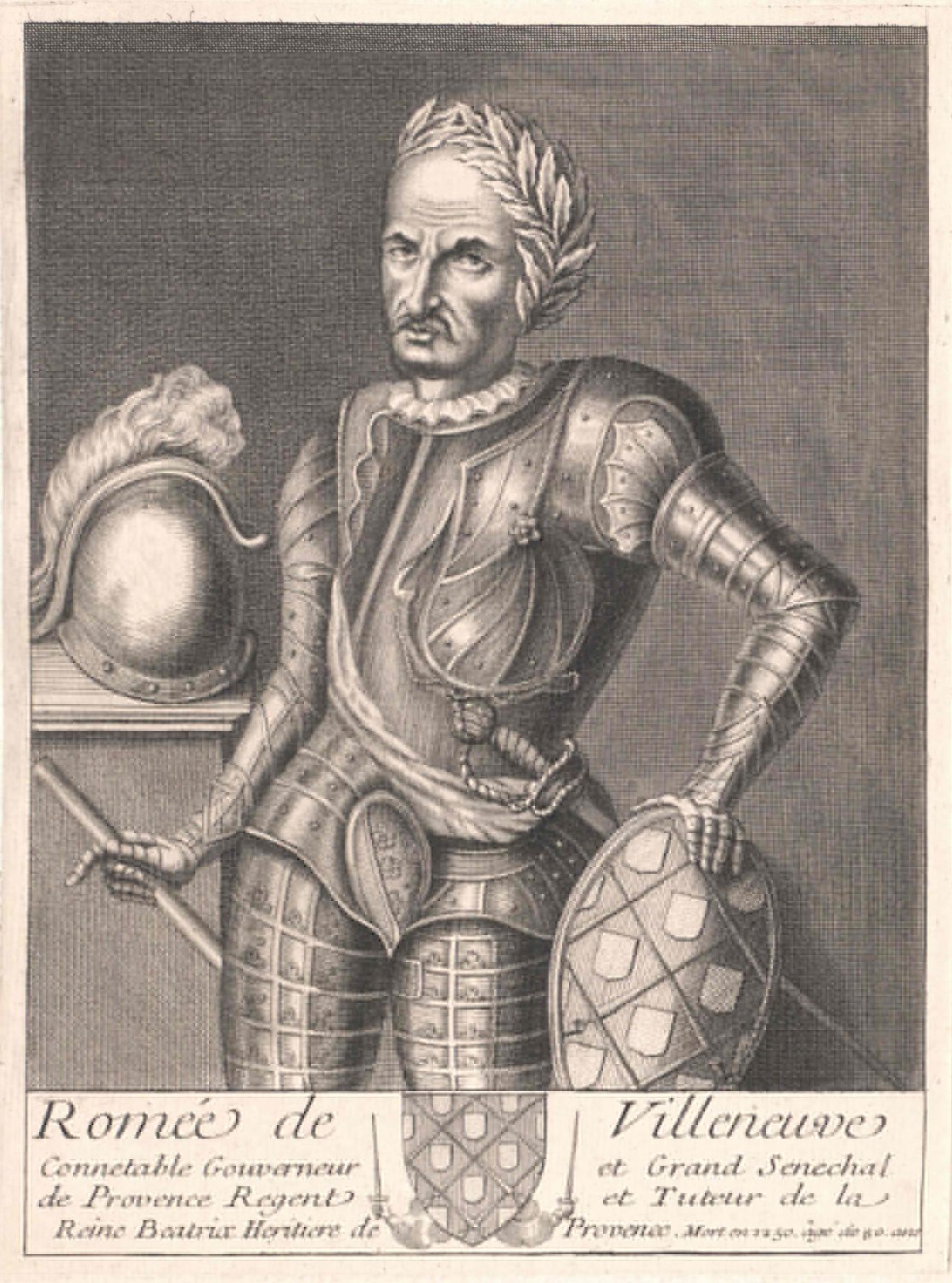
Romée de Villeneuve

À la mort de Raimond Bérenger en 1245, de par le testament du 12 juillet 1238, il hérite de la seigneurie de Vence, devient tuteur de sa fille Béatrice de Provence et régent du Comté de Provence. Il maria sa pupille, devenue comtesse de Provence, à Charles d'Anjou, frère de Saint Louis, et prépara ainsi la réunion de la Provence à la couronne de France. 
Il rédige son testament le 15 décembre 1250 dans lequel il fait de son fils aîné Paul son héritier. Pour régler ses dettes, il ordonne de vendre les seigneuries de Villeneuve-Loubet et Cagnes. Il demande que son fils Pierre se fasse religieux. 
À sa mort, en 1256 ou 1257, Paul de Villeneuve hérite de la baronnie de Vence ainsi que les seigneuries de Gréolières, La Gaude, Saint-Jeannet, Torenc, Andon, Coursegoules, Cipières, Tournon, le Castelet, Trigans, Mauvans, Bezaudun, Tourrettes-les-Vence, Puget-Treize-Dames, Saint-Laurent, Bastide et fut enterré à l'église Saint-Dominique de Nice aujourd'hui disparue (l'actuel Palais de justice, ancien couvent des Dominicains détruit vers 1880, sur la place du palais) où un monument lui avait été érigé. Charles Ier d'Anjou, comte de Provence, a racheté les seigneuries de Villeneuve, Cipières et Cagnes aux héritiers de Romée qui ont été en partie cédés aux Grimaldi.
Il a donné naissance, au sein de la Maison de Villeneuve, à la branche de Vence et a eu pour enfant (avec Doulce Badat) Paul Romée de Villeneuve (2e baron de Vence) et Pierre Romée de Villeneuve (4e baron de Vence). Paul de Villeneuve marié à Aicarde de Castellane n'a pas eu de postérité. On connaît un acte de lui en 1288. Pierre de Villeneuve est sorti de son couvent des dominicains pour hériter des fiefs de son frère. Le 19 novembre 1293, Pierre de Villeneuve a passé un acte devant notaire accordant à l'évêque de Vence le quart de toutes les juridictions et droits temporels qu'il possédait à Vence, Coursegoules, Courmes, Thorenc, Saint-Laurent.